# Barnett Newman

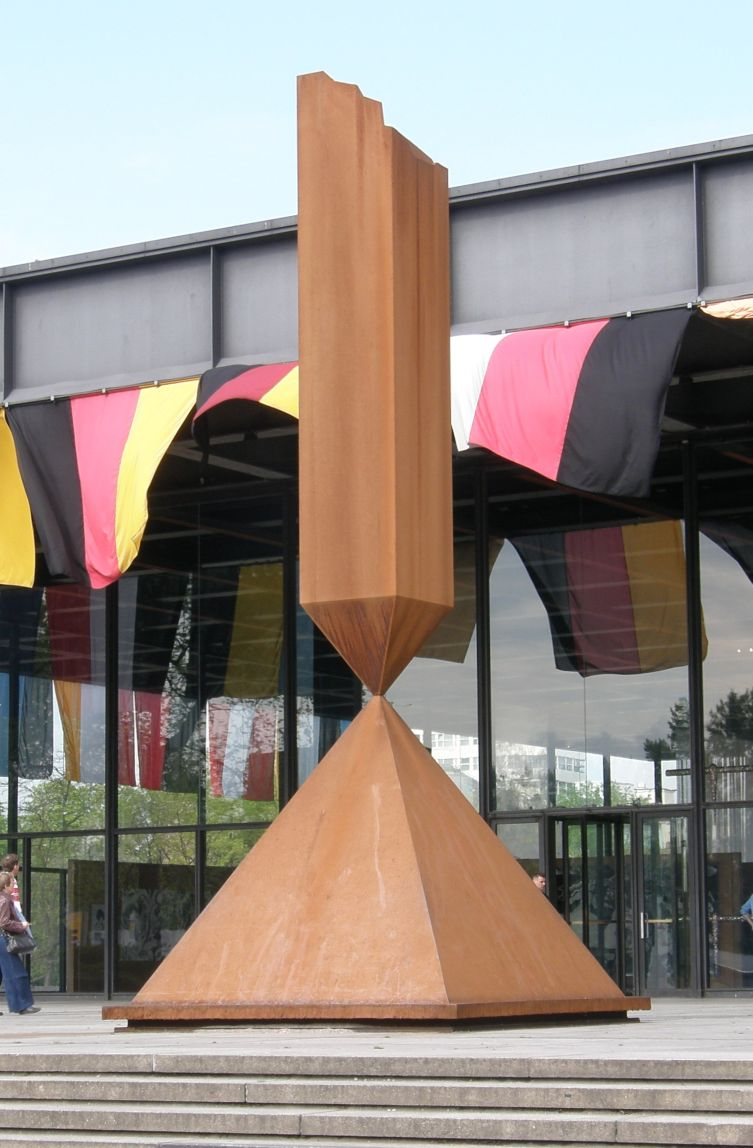
Broken Obelisk av Barnett Newman.

Barnett Newman, född 29 januari 1905 i New York, död 4 juli 1970 i New York, var en amerikansk konstnär och en av grundarna av den abstrakta expressionismen. Han var en av pionjärerna inom färgfältsmåleriet.
Newmans första målningar med vertikala element påbörjades 1946. Det verk som bäst uttrycker hans intresse för formala, rumsliga och mystiska problem under den perioden är Onement I (1948). Senare, enorma dukar med färgfält, som krökts med hjälp av vertikala ränder eller "blixtlås" (zips) med söndertrasade ändar, bjuder på mäktiga färg- och rumsupplevelser och skapar intrycket av en öppning i bildplanet. Newman utövade ett stort inflytande på yngre målare under 1960-talet.